# Imke Duplitzer
Imke Duplitzer (* 28. Juli 1975 in Karlsruhe) ist eine aktive deutsche Degenfechterin und mehrfache deutsche Meisterin. Sie war von 2011 bis 2013 Präsidentin des Fechtvereins OFC Bonn, ihrer langjährigen Trainingsstätte und Trägerverein des Leistungszentrums Bonn. Von Beruf ist sie Sportsoldatin (Hauptfeldwebel in der Sportfördergruppe der Bundeswehr in Köln) und Tauchlehrerin (PADI-Instruktorin).

## Erfolge im Degenfechten
- Vizeweltmeisterin 2002
- Europameisterin 1999, 2010
- Deutsche Meisterin 1999, 2000, 2001, 2002, 2004, 2006, 2010
- Militärweltmeisterin 1997 und 1999
- mit der deutschen Degenfechterinnen-Nationalmannschaft mehrfache Medaillengewinnerin bei Weltmeisterschaften
- Olympiateilnehmerin 1996, 2000, 2004, 2008 und 2012

Mit der deutschen Degenmannschaft errang sie bei den Olympischen Spielen 2004 in Athen die Silbermedaille. Dabei gelang ihr das Kunststück, im allerletzten Gefecht des Halbfinales gegen Frankreich gegen Laura Flessel-Colovic in den letzten sieben Sekunden der regulären Zeit einen Zweitreffer-Rückstand aufzuholen und bereits nach drei Sekunden der Verlängerung den Siegtreffer zu markieren. Dafür wurde sie am 16. März 2005 mit dem Silbernen Lorbeerblatt ausgezeichnet.
Von 1992 bis 2004 war sie Mitglied der Fechtabteilung des Heidenheimer SB. Danach trainierte sie bis Mitte 2013 beim OFC Bonn, seitdem bei der TSG Halle-Neustadt. Zwischenzeitlich leitete sie die Fechtabteilung des Kölner schwul-lesbischen Sportvereins SC Janus.

## Privatleben
Sie wurde als Tochter eines Betriebswirts bei Siemens und einer Hausfrau in Karlsruhe geboren und hat einen älteren Bruder. Zwischen ihrem sechsten und zehnten Lebensjahr lebte die Familie in Lagos, Nigeria. 1984 beeindruckte sie eine Videoaufnahme der Olympiasiegerin Cornelia Hanisch. Zwei Jahre später nahm ihr Vater eine Stelle in Heidenheim an, eines der Zentren des deutschen Fechtsports. Mit elf Jahren begann sie dort zu fechten. 1992 zog sie in das Fechtinternat nach Bonn, trainierte aber ab 1996 bis 2004 wieder in Heidenheim. Von 1999 bis Herbst 2007 lebte sie mit ihrer Lebensgefährtin, einer Lehrerin, und deren Tochter in Bonn zusammen. Nach dem Tode ihres Vaters am 6. Februar 2007 nahm Duplitzer eine Auszeit vom Sport. Weltanschaulich sieht sie sich als Kommunitaristin. Neben ihrer sportlichen und beruflichen Laufbahn studiert sie Politik und Organisation an der Fernuniversität Hagen.

## Gesellschaftliches Engagement
In ihrem Umfeld lebte sie schon lange offen lesbisch, sprach über Erlebnisse mit ihrer Freundin und nahm diese auch zu Empfängen mit. Spätestens seit 2002 war sie auch über ihre Homepage geoutet. In den Medien schrieb man höchstens andeutungsweise über ihre Erscheinung (burschikos, androgyn). Nach ihrem Abgang aus dem Heidenheimer Fechtclub und kurz vor den Olympischen Spielen 2004 nahm das Medieninteresse kurzzeitig stark zu und es war dann auch erstmals Thema in den Medien, in den Schlagzeilen. Erst seit dieser Zeit gilt sie weitläufig als „offiziell geoutet“. 2007 machte sie ihrem Unmut Luft, dass sie sich als lesbische, unangepasste Sportlerin diskriminiert fühle. Mit Bezug auf Britta Heidemann sagte sie, dass sie aufgrund ihres Outings nie einen Sponsorenvertrag oder Einladungen ins Fernsehen erhalten habe: „Warum bin ich bei den Olympischen Spielen vor drei Jahren nicht ins Fernsehen eingeladen worden – dafür eine Fechterin, die schlechter war als ich, sich aber vorher für den ‚Playboy‘ auszog?“ Die Gesellschaft gebe sich tolerant, aber so manche Kommentare von Personen würden starke Zweifel daran wecken, ob dem wirklich so ist.
Vor den Olympischen Spielen 2008 in Peking übte Duplitzer scharfe Kritik am Umgang der Volksrepublik China mit den Menschenrechten und kündigte ihren persönlichen Boykott der Eröffnungsfeier an. „Ich gehe davon aus, dass das schon alleine aufgrund dieser Mensch- und Materialschlacht, die die Chinesen in der Eröffnungsfeier auffahren werden, eine Demonstration ist“, begründete sie ihre Entscheidung. An der Ignoranz des Internationalen Olympischen Komitees (IOC) gegenüber den Athleten äußerte sie dabei scharfe Kritik. Das Leitungsgremium der Olympischen Spiele habe zu viel Macht und fälle seine Entscheidungen ohne Rücksprache mit den Sportlern, obwohl diese „dafür ihre Nase hinhalten müssen“. Das IOC sei „ein Feudalherrscher-Club, dem man nur auf Einladung beitreten kann“.
Auch im Vorfeld der Olympischen Spiele 2012 in London, an denen sie teilnahm, kritisierte sie den Deutschen Olympischen Sportbund (DOSB): „Wenn ich mich mit Doktor Michael Vesper unterhalte oder wenn ich von weitem mal Präsident Thomas Bach sehe – ich glaube, die raffen das gar nicht mehr“, sagte Duplitzer fünf Tage vor Beginn der Olympischen Spiele in einem Interview mit der Bild-Zeitung. Sie sagte weiter zu den Funktionären und der Verbandspolitik: „Das, was die erzählen, zählt für 0,5 Prozent der 392 deutschen Olympia-Sportler. Ich will eine ehrliche Debatte über den deutschen Sport. Denn: Die Funktionäre wissen gar nicht mehr, was in der Sporthalle los ist. […] Die Leistungen brechen immer weiter ein. Es liegt auch daran, weil das System völlig daneben ist. Wir werden nach Olympia ein großes Nachwuchs-Problem haben. Wir haben jetzt schon ein massives Trainer-Problem. Uns laufen die Trainer weg, weil sie in anderen Ländern viel, viel, viel mehr verdienen und bessere Rahmenbedingungen vorfinden.“
Zum Thema Doping äußerte sich Duplitzer im selben Interview sehr klar: „Wenn du ein bisschen Geld für Medikamente, einen guten Arzt und einen laschen Verband hast, wirst du nie im Leben erwischt. Und: Die Doping-Jäger können nur auf das testen, was sie kennen. Wenn du als Sportler ein Epo der fünften Generation nimmst, das irgendwo in China im Rattenlabor entwickelt wurde, kannst du das Zeug fressen, was das Zeug hält und wirst nicht positiv getestet. Nur die Dummen lassen sich erwischen.“
Die Aussagen Duplitzers sorgten für Aufsehen in den Verbänden und die Frankfurter Rundschau vermutete, dass die Provokation der Bild-Zeitung durch das kritische Interview kurz vor Olympia geplant war.
Im Herbst 2012 erschien ihr erstes Buch zusammen mit EU-Politiker Daniel Cohn-Bendit, in dem sie mit Reinhold Messner, Heidi Schüller, Sylvia Schenk, Ines Geipel und Toni Innauer über Sport, Leistungsdruck, Doping, Medien usw. diskutiert.
Zu der im Jahr 2013 unter großer Medienpräsenz veröffentlichten Berliner Erklärung gegen Homophobie im Sport äußerte sich Duplitzer in einem Interview mit dem Tagesspiegel kritisch. Die Unterstützer der Erklärung „sollten nicht so viel reden, sondern einfach mal machen. Ich frage mich außerdem, warum bei der Veranstaltung keine Sportler zu Wort gekommen sind. Um die geht es ja.“ Homosexuelle Sportler würden „immer noch die gleichen Erfahrungen machen wie Martina Navrátilová vor 25 Jahren. Sie werden gemobbt, geschnitten, missachtet. Ich bin es einfach leid, wie ein Zirkustier begafft zu werden. […] Ich will nicht behandelt werden, als wäre ich normal. Ich bin normal.“
Imke Duplitzer ist seit 2013 Mitglied von Bündnis 90/Die Grünen und trat für diese bei der Europawahl 2014 als Kandidatin an.

## Publikationen
- mit Daniel Cohn-Bendit: Helden Haft. Über die Instrumentalisierung des Leistungssports in 5 Gesprächen. Egoth-Verlag, Wien 2012, ISBN 978-3-902480-76-7.